# 関ジャニ∞博物館
『関ジャニ∞博物館』（かんジャニエイトはくぶつかん）は、2015年3月10日にMBS・TBS系列で放送された特別番組。関ジャニ∞の冠番組である。

## 出演者
- 関ジャニ∞
- ヒロミ
- 紫吹淳
- バカリズム
- 鈴木奈々

## 内容
メンバー7人全員が自分の足で、北は北海道から南は沖縄まで全国各地を飛び回り、100歳をこえるおじいさんから生後0分の赤ちゃんまで様々な人たちと出会い、学びながら、 究極の一点ものを作り上げていく。
- 作品Lot No.001 - 『水だけで激ウマ雑炊ができる究極の土鍋』
- 作品Lot No.002 - 『1000人以上の手形だけで描く巨大モナ・リザ像』
- 作品Lot No.003
- 作品Lot No.004
- 作品Lot No.005
- 作品Lot No.006
- 作品Lot No.007

## スタッフ
- 演出：小林啓之、新井勝也
- ディレクター：渡辺将司、中村武史、島袋みさと、武富博志、丸山仁、伊藤高史
- AD：白川雅泰、瀬野瑛、入江将也、森美沙
- リサーチ：スコープ、ビスポ
- AP：須山由佳子
- 製作進行：石川好子
- 宣伝：安藤ひと実
- 編成：石田敦子
- デスク：小谷野沙樹
- 編集：篠崎稔 (スタジオヴェルト)
- MA：小嶋雄介 (スタジオヴェルト)
- 音響効果：クォン ジンホ
- 構成：とちぼり元、大平尚志、コタヒカル、吉田浩、石毛義明
- TP：深谷高史
- SW：横山政照
- CAM：池田幸弘
- VE：原啓教
- MIX：松原瑞貴
- LD：中田学
- 美術プロデューサー：小美野淳一
- 美術デザイン：勝藤俊則
- 美術製作：羽田一成
- CG：山口大樹
- TK：西岡八生子
- 技術協力：ニューテレス、ティー・エル・シー
- 美術協力：アックス
- ロケ技術：FMT、パッションプロモーション、タイムリー、クロステレビジョン
- スタイリスト：袴田能生
- ヘアメイク：マービィ、山崎陽子
- 総合構成：樋口卓治
- コンセプト/チーフプロデューサー：中野伸二
- プロデューサー：萩原朋子　澤井慎幸
- 企画演出：中村秀樹
- 協力：ジャニーズ事務所
- 制作：IVSテレビ制作
- 製作著作：MBS